# Spektrum (Buchreihe)
Volk und Welt Spektrum ist der Titel einer von 1968 bis 1993 erscheinenden Buchreihe des Verlages Volk und Welt Berlin.

## Programm
Die Titel der Reihe sind meist Erzählungen, Kurzromane, Novellen und Powesti bekannter Autoren, aber auch Zusammenstellungen, Filmszenarien und Poeme. Für den Verlag war Spektrum eine Möglichkeit, die Grenzen des gerade in der DDR Erlaubten auszuloten; so erschien nach Fürsprache Franz Fühmanns 1982 der allererste in der DDR gedruckte Text von Sigmund Freud in einem Spektrum-Band. Auch Günter Grass und James Joyce gelangten hier erstmals offiziell zu den Lesern.
Bis 1989 wurden Autoren aus insgesamt 36 Ländern publiziert, davon Autoren aus der Sowjetunion  in 69 Bänden. Die Gesamtauflage erreichte 4.901.900 Exemplare. Der Umfang variiert von 80 bis 130 Seiten.
Auf dem sonst komplett in schwarz gehaltenen Cover befand sich auf dem vorderen Umschlag im oberen Viertel in weißer Schrift oben links der Autor, darunter der Titel, neben dem eine Erläuterung zum Werk stand (bspw. Erzählungen). Es gibt eine Ausnahme, der Band 6 (Druon: Das Haus de Mondez) hat einen weißen Umschlag. Oben rechts stand das Verlagslogo VVW als durchgehendes Zickzack und der Name „Spektrum“ darunter. Unter dieser einheitlichen Gestaltung befand sich ein ebenfalls in schwarz-grau-weiß-Tönen gehaltenes Bild zum Titel. Die Motive stammen (bis auf eines) von dem Künstler und Grafiker Lothar Reher.
In gleicher Aufmachung und Format erschien jährlich (zumindest 1972–1982) ein Verlagsprogramm mit Annotationen zum Inhalt.
Aufgrund des einheitlich gestalteten schwarzen Schutzumschlages wurde sie auch die Schwarze Reihe genannt. Die Bände eins bis siebzehn sind in der Erstauflage nicht nummeriert.

## Titelliste
| Erschienen | Nr. | Titel | Autor | Übersetzung/Anm. |
| ---------- | --- | --- | --- | --- |
| 1968       | 001 | Werkstattgespräche Drei Essays | Maxim Gorki | a. d. Russischen von Leon Nebenzahl Nachwort von Ralf Schröder |
| 1968       | 002 | Vier Wochen mit den Beinen nach oben Impressionen | Daniil Granin | a. d. Russischen von Lieselotte Remané Nachwort von Astrid Kloock |
| 1968       | 003 | Der Garten des Herrn Nietschke Kurzroman | Kornel Filipowicz | a. d. Polnischen von Heinrich Olschowsky |
| 1968       | 004 | Das Sternbild des Ziegentur Erzählung | Fasil Iskander | a. d. Russischen von Hans-Joachim Grimm |
| 1968       | 005 | Der Spanner Kriminalroman | Brendan Behan | a. d. Englischen von Annemarie und Heinrich Böll |
| 1968       | 006 | Das Haus de Mondez Erzählung | Maurice Druon | a. d. Französischen von Ewald Czapski; einziger Band mit weißem Umschlag |
| 1968       | 007 | Kadersorgen im Paradies Filmnovelle | Vlad Ioviță | a. d. Moldauischen von Leo Hornung |
| 1968       | 008 | Frank der Fünfte / Der Meteor Zwei Dramen | Friedrich Dürrenmatt | |
| 1968       | 009 | Der heilige Brunnen Roman | Valentin Katajew | a. d. Russischen von Juri Elperin, Nachdichtung von Rainer Kirsch und Martin Remané Nachwort von Herbert Krempien |
| 1968       | 010 | Im Netz / Der Tod des Torero Zwei Dramen | Alfonso Sastre | a. d. Spanischen von Kurt Stern und Kristina Bärsch Nachwort von Andreas Klotsch |
| 1969       | 011 | Das Lösegeld Roman | Giuseppe Dessì | a. d. Italienischen von Yvonne und Herbert Meier Nachwort von Joachim Meinert |
| 1969       | 012 | Die Einsamkeit des Langstreckenläufers Kurzgeschichten | Alan Sillitoe | a. d. Englischen von Hedwig Jolenberg u. a. Nachbemerkung von Hanne-Lore Biester |
| 1969       | 013 | Theaterroman / Aufzeichnungen eines Toten Roman | Michail Bulgakow | a. d. Russischen von Thomas Reschke Nachwort von Ralf Schröder |
| 1969       | 014 | Südkurier Erzählung | Antoine de Saint-Exupéry | a. d. Französischen von Paul Graf Thun-Hohenstein Nachbemerkung von Klaus Möckel |
| 1969       | 015 | Das Reich von dieser Welt Kurzroman | Alejo Carpentier | a. d. Spanischen von Doris Deinhard Nachbemerkung von Gisela Leber |
| 1969       | 016 | Der Poet / Das Herz Zwei Novellen | Iwan Katajew | a. d. Russischen von Mimi Barillot und Harry Burck Nachdichtungen von Mimi Barillot und Wilhelm Tkaczyk Nachwort von Nyota Thun |
| 1969       | 017 | Raumschiff ahoi! Utopische Geschichten Dean McLaughlin: Raumschiff ahoi!, Harry Harrison: Begegnung in der Unendlichkeit, Fred Saberhagen: Der lange Weg nach Hause, Chad Oliver: Geplantes Risiko, Robert A. Heinlein: Nehmen Sie Platz, meine Herren! Robert Murphy: Der Planet der Verdammten, Clifford D. Simak: An der Grenze, Evan Hunter: Eine Million Dollar | Dean McLaughlin, Harry Harrison, Fred Saberhagen, Chad Oliver, Robert William Murphy, Clifford D. Simak und Evan Hunter ausgewählt von Marianne Bretschneider, Hans Petersen, Klaus Schultz (Hrsg.) | In der zweiten Auflage 1970 ist die Erzählung von Robert A. Heinlein nicht mehr enthalten. A. d. Amerikanischen von Charlotte Winheller, Walter Ernsting, Gerhard Böttcher, Peter Naujack und Gerhard Vorkamp mit einer Nachbemerkung von Klaus Schultz |
| 1969       | 018 | Bolschewiki Drama | Michail Schatrow | a. d. Russischen von Günter Jäniche |
| 1970       | 019 | Sprache und Stil Lenins Sechs Essays | Viktor Schklowski, Juri Tynjanow, Fritz Mierau, Boris Eichenbaum, Lew Jakubinski, Boris Kasanski und Boris Tomaschewski                                                                             | a. d. Russischen von Leon Nebenzahl u. a. hrsg. und Vorwort von Fritz Mierau |
| 1970       | 020 | Die Expedition Roman | Per Olof Sundman | a. d. Schwedischen von Mignon und Erich Furreg |
| 1970       | 021 | Das Leben des Herrn de Molière Roman-Chronik | Michail Bulgakow | a. d. Russischen von Thomas Reschke |
| 1970       | 022 | Das dritte Gedächtnis Gedichte | Jewgeni Jewtuschenko | Zweisprachig. Hrsg. von Aljonna Möckel und Harald Raab Nachwort von Fritz Mierau |
| 1970       | 023 | Der Tod des Herrn Baltisberger Erzählungen | Bohumil Hrabal | a. d. Tschechischen und Nachwort von Karl-Heinz Jähn |
| 1970       | 024 | Biografie: Ein Spiel | Max Frisch | mit einem Essay über den Autor von Günter Hartung |
| 1970       | 025 | Schwierigkeiten beim Verständnis der Narayama-Lieder Erzählung | Shichirō Fukazawa | a. d. Französischen und a. d. Japanischen von Klaudia Rheinhold und Bernard Frank Nachbemerkung Ferenc Tökei |
| 1970       | 026 | Die Liebe und die Schwerkraft Phantastische Geschichten | Pierre Boulle | a. d. Französischen von Ewald Czapski |
| 1970       | 027 | Unser Bataillonskommandeur. Der Platz für das Denkmal Zwei Novellen | Daniil Granin | a. d. Russischen von Thomas Reschke und Marlene Milack |
| 1970       | 028 | Hiroshima, mon amour Filmszenarium | Marguerite Duras | a. d. Französischen von Walter Maria Guggenheimer Nachbemerkung von Ruth Herlinghaus |
| 1971       | 029 | Die Trennung | Konstantin Simonow | a. d. Russischen von Maria Riwkin |
| 1971       | 030 | Einladung ins Schloß Komödie | Jean Anouilh | a. d. Französischen von H. Käutner und F. Geiger Nachbemerkung von Gerhard Schewe |
| 1971       | 031 | Der ewige Spießer Roman | Ödön von Horváth | Nachbemerkung von Hansjörg Schneider |
| 1971       | 032 | Der weiße Dampfer Novelle | Tschingis Aitmatow | a. d. Russischen von Hans-Joachim Lambrecht Nachwort von Ralf Schröder |
| 1971       | 033 | Legende von der Gerechtigkeit Kurzroman | András Mezei | a. d. Ungarischen von Paul Kárpáti |
| 1971       | 034 | Frühling auf Kuba Reportage | Jean Villain | |
| 1971       | 035 | In der schönsten Stadt der Welt Erzählungen | Tadeusz Różewicz | a. d. Polnischen von Roswitha Buschmann und Henryk Bereska Nachwort von Heinrich Olschowsky |
| 1971       | 036 | Tausend Kraniche Prosa | Yasunari Kawabata | a. d. Japanischen von Sachiko Yatsushibo und Oscar Benl |
| 1971       | 037 | Salziges Eis Reisenotizen | Viktor Konezki | a. d. Russischen von Ruprecht Willnow |
| 1971       | 038 | Der Krieg ist lange vorbei Zwei Fernsehspiele | Erzsébet Galgóczi | a. d. Ungarischen von Ita Szent-Iványi |
| 1972       | 039 | Scherbengericht Erzählung | Shena Mackay | a. d. Englischen von Ruth Krenn |
| 1972       | 040 | Vincent van Gogh Phantastische Erzählung | Sewer Gansowski | a. d. Russischen von Hannelore Menke |
| 1972       | 041 | Der Springer greift an Kriminalgeschichten | William Faulkner | a. d. Amerikanischen von Elisabeth Schnack |
| 1972       | 042 | Die Schlinge Novelle | Wassil Bykau | a. d. Russischen von Thomas Reschke |
| 1972       | 043 | Glanz und Tod des Joaquin Murieta Drama | Pablo Neruda | a. d. Spanischen von Klaus Möckel |
| 1972       | 044 | Rückkehr aus der Wüste Kriminalgeschichten | James Baldwin | a. d. Amerikanischen von Gisela Stege |
| 1972       | 045 | Es steht geschrieben / Die Wiedertäufer Zwei Dramen | Friedrich Dürrenmatt | |
| 1972       | 046 | Jewgeni Schwarz – Mensch und Schatten Literarische Porträts | Weniamin Kawerin, Nikolai Tschukowski, Michail Slonimski, Leonid Pantelejew, Vera Ketlinskaja, Sergej Zimbal, Alexander Dymschitz, Dmitri Moldawski und Nikolai Akimow; Lola Debüser (Hrsg.)        | a. d. Russischen von Lieselotte Remané |
| 1972       | 047 | Auf der Insel wollte sie ihm sagen Erzählung | Françoise Xénakis | a. d. Französischen von Sybille A. Rott |
| 1972       | 048 | Russische Songs Texte und Noten | Wassil Bykau | Rimma Kasakowa (Hrsg.), Noten für Gitarre von Christian Steyer und Willibald Winkler |
| 1972       | 049 | Kleines Buch Erinnerungen | Kazimierz Brandys | a. d. Polnischen von Henryk Bereska |
| 1972       | 050 | Neid Roman | Juri Olescha | a. d. Russischen von Ingeborg Schröder Nachwort von Ralf Schröder |
| 1972       | 051 | Auf der Farm Erzählung | John Updike | a. d. Amerikanischen von Fritz Lorch |
| 1973       | 052 | Der Traum vom guten Hirten Roman | Peter Seeberg | a. d. Dänischen von Walter Baumgartner Nachwort von Alfred Antkowiak |
| 1973       | 053 | Hiob oder der Tod Hiobs Erzählungen | Jacques Doyon | a. d. Französischen von Joachim Meinert |
| 1973       | 054 | Mein Kerker bebte Essays | James Baldwin | a. d. Amerikanischen von Leonharda Gescher-Ringelnatz, Hans Georg Heepe u. a. ausgewählt von Hans Petersen Nachbemerkungen von Karl Heinz Berger |
| 1973       | 055 | Der Sonntagsspaziergang Zwei Stücke | Georges Michel | a. d. Französischen von Frauke Rother und Eva Schewe |
| 1973       | 056 | Der Stern Erzählungen | Johan Borgen | a. d. Norwegischen und mit Nachbemerkung von Karl-Heinz Berger |
| 1973       | 057 | Der Fund Novelle | Wladimir Tendrjakow | a. d. Russischen von Günter Löffler |
| 1973       | 058 | Das Paradies Erzählungen | Alberto Moravia | a. d. Italienischen von Ernst-August Nicklas |
| 1973       | 059 | Die Selmenianer Kurzroman | Moische Kulbak | a. d. Jiddischen von Max Reich Nachwort von Jutta Janke |
| 1973       | 060 | Rendezvous mit dem Schatten Phantastische Novellen | Wassili Axjonow, Anatoli Tkatschenko, Wsewolod Iwanow, Juri Nagibin, Pawel Antokolski und Radi Pogodin                                                                                              | a. d. Russischen von Charlotte Kossuth, Renata Landa, Thomas Reschke, Arno Specht und Ilse Tschörtner, Nachwort von Lola Debüser |
| 1973       | 061 | Der Löwe und die Perle | Marianne Bretschneider (Hrsg.) | |
| 1973       | 062 | Karneval Erzählungen | Ranko Marinković | a. d. Serbokroatischen von Angelika Schulz und Barbara Sparing Nachwort von Barbara Antkowiak |
| 1974       | 063 | Weihnachten in Sorrent Impressionen und Gedanken | Marietta Schaginjan | a. d. Russischen von Arno Specht |
| 1974       | 064 | Frühstück bei Tiffany Kurzprosa | Truman Capote | a. d. Amerikanischen von Hansi Bochow-Blüthgen, Liselotte Fassbinder u. a. |
| 1974       | 065 | Das Hohe Schloß Erinnerungen | Stanisław Lem | a. d. Polnischen von Caesar Rymarowicz |
| 1974       | 066 | Aufruhr der Sanftmütigen Erzählung | Muchtar Auesow | a. d. Russischen von Eckhard Thiele |
| 1974       | 067 | Der blaue Mann Erzählungen | Adolf Muschg | |
| 1974       | 068 | Die Garibaldina Erzählung | Elio Vittorini | a. d. Italienischen von Eckart Peterich |
| 1974       | 069 | Der Llano in Flammen Erzählungen | Juan Rulfo | a. d. Spanischen von Mariana Frenk Nachwort von Carlos Rincón |
| 1974       | 070 | Zwischenbilanz Novelle | Juri Trifonow | a. d. Russischen von Corinna und Gottfried Wojtek |
| 1974       | 071 | Aus einem Tagebuch / Reden | Max Frisch | |
| 1974       | 072 | Legende von der Unruhe Roman | Wladimir Kosin | a. d. Russischen von Harry Burck Nachwort von Antje Leetz |
| 1974       | 073 | Erdachter Report über ein amerikanisches Pop-Festival Roman | Tibor Déry | a. d. Ungarischen von Hans Skirecki |
| 1974       | 074 | Das wahre Leben des Domingos Xavier Erzählungen | Luandino Vieira | a. d. Französischen von Kristina Hering |
| 1975       | 075 | Drei Sack Abfallweizen Novelle | Wladimir Tendrjakow | a. d. Russischen von Günter Löffler |
| 1975       | 076 | „Bächleins Rauschen tönt so bang …!“ Kriminalerzählungen | Patrick Quentin | a. d. Amerikanischen von Günter Eichel |
| 1975       | 077 | Der Stierkampf Erzählungen | Yasushi Inoue | a. d. Japanischen von Oscar Benl |
| 1975       | 078 | Die Mulattin Solitude Kurzroman | André Schwarz-Bart | a. d. Französischen von Eva und Gerhard Schewe |
| 1975       | 079 | Die ersten Unruhen Ein Konzept | Otto F. Walter | Nachwort von Dietrich Simon |
| 1975       | 080 | Das Tagebuch der Penelope Erzählungen | Kostas Varnalis | a. d. Neugriechischen von Thanassis Georgiu |
| 1975       | 081 | Alpha Beta / Der Teilhaber Zwei Stücke | E. A. Whitehead, Barry Hines | a. d. Englischen von Maria Carlsson und Reinhild Böhnke |
| 1975       | 082 | Eine Wildente zwischen den Bäumen Kurzroman | Stanislaw Stratiew | a. d. Bulgarischen von Ingrid Strojkoff |
| 1975       | 083 | Es gab keinen besseren Bruder Novelle | Maksud Ibragimbekow | a. d. Russischen von Charlotte Kossuth |
| 1975       | 084 | Orange Roman | Jytte Borberg | a. d. Dänischen von Ursula Gunsilius |
| 1975       | 085 | Kino alter Zeiten Erzählungen | Ivan Mándy | a. d. Ungarischen von Hans Skirecki |
| 1975       | 086 | Langer Abschied Novelle | Juri Trifonow | a. d. Russischen von Eckhard Thiele |
| 1976       | 087 | Der Ohrenzeuge Fünfzig Charaktere | Elias Canetti | |
| 1976       | 088 | Das Manilaseil Roman | Veijo Meri | a. d. Finnischen von Anselm Hollo |
| 1976       | 089 | Die Krumen von eines Mannes Jahr Erinnerungen und Geschichten | Dylan Thomas | a. d. Englischen von Erich Fried Auswahl Hans Petersen |
| 1976       | 090 | Die zweite Invasion der Marsmenschen Phantastische Erzählung | Arkadi und Boris Strugazki | a. d. Russischen von Thomas Reschke |
| 1976       | 091 | Eine Liebe und so viele Sterne Roman | Dimiter Natschew | a. d. Bulgarischen von Henny Tschakarowa |
| 1976       | 092 | Pedro Páramo Roman | Juan Rulfo | a. d. Spanischen von Mariana Frenk Nachbemerkung von Andreas Klotsch |
| 1976       | 093 | Wie der Wald gekauft wurde / Als das Feuerwerk erlosch Novellen | Juri Nagibin | a. d. Russischen von Charlotte Kossuth |
| 1976       | 094 | Szenen einer Ehe Filmszenarium | Ingmar Bergman | a. d. Schwedischen von Hans-Joachim Maass |
| 1976       | 095 | Lieber beau-père Roman | Tibor Déry | a. d. Ungarischen von Ita Szent-Ivanyi |
| 1976       | 096 | Blutiger Winter Erzählung | James Kennaway | a. d. Englischen von Klaus Schultz |
| 1976       | 097 | Wie ich den Fischen begegnete Erzählungen | Ota Pavel | |
| 1976       | 098 | Bis zum drittenmal der Hahn kräht Satiren | Wassili Schukschin | a. d. Russischen von Thomas Reschke und Eckhard Thiele |
| 1977       | 099 | Katzen-Spiel Roman | István Örkény | a. d. Ungarischen von Vera Thies |
| 1976       | 100 | Frühe Kraniche Novelle | Tschingis Aitmatow | a. d. Russischen von Charlotte Kossuth |
| 1977       | 101 | Zazie in der Metro Roman | Raymond Queneau | a. d. Französischen von Eugen Helmlé |
| 1977       | 102 | Barockkonzert Kurzroman | Alejo Carpentier | a. d. Spanischen von Roland Erb |
| 1977       | 103 | Dubliner Kurzgeschichten | James Joyce | a. d. Englischen von Dieter E. Zimmer Nachwort von Joachim Krehayn |
| 1977       | 104 | Blick vom Balkon Novelle | Irina Welembowskaja | a. d. Russischen von Monika Tantzscher |
| 1977       | 105 | Tod eines Jägers Monodram | Rolf Hochhuth | |
| 1977       | 106 | Der Namensvetter Novelle | Daniil Granin | a. d. Russischen von Lieselotte Remané |
| 1977       | 107 | Im Prater blühn wieder die Bäume Satiren | Helmut Qualtinger | |
| 1977       | 108 | Yokohama Roman | Jósef Hen | a. d. Polnischen von Hubert Schumann |
| 1977       | 109 | Die Äbtissin von Crewe Kurzroman | Muriel Spark | a. d. Englischen von Gisela Petersen |
| 1977       | 110 | Orangen vor ihrem Fenster Erzählungen | Jürg Federspiel | |
| 1977       | 111 | Sein Bataillon Erzählung | Wassil Bykau | a. d. Russischen von Günter Löffler |
| 1978       | 112 | Die Liebhaberinnen Roman | Elfriede Jelinek | |
| 1978       | 113 | Manipulation Roman | Ireneusz Iredyński | a. d. Polnischen von Dietrich Scholze |
| 1978       | 114 | W oder die Erinnerung an die Kindheit Erzählung | Georges Perec | a. d. Französischen von Thorgerd Schücker |
| 1978       | 115 | Mademoiselle Claude Kurzprosa | Henry Miller | a. d. Amerikanischen von Kurt Wagenseil und Herbert Zand |
| 1978       | 116 | Der Zwerg Roman | Pär Lagerkvist | a. d. Schwedischen von Otto Oberholzer Nachwort von Manfred Müller |
| 1978       | 117 | Jugend Erzählung | Wolfgang Koeppen | |
| 1978       | 118 | Hochwasser Roman | Bohdan Czeszko | a. d. Polnischen von Hubert Schumann |
| 1978       | 119 | Brief aus einem Steinhaus Essay | Brikt Jensen | a. d. Norwegischen von Udo Birckholz |
| 1978       | 120 | Ihm gefallen weiße Saris Kurzgeschichten von Mridula Garg, P. S. Rege, Vijay Chauhan, Rajendra Yadav, Palagummi Padmaraju, Gauri Pant, Mohan Rakesh, Arun Joshi, Vasudevan Nair, Dharmendra Gupta, Kamleshwar, Yashpal, Bonophul u. a. | Gertraude Neufert (Hrsg.) | a. d. Englischen von Joachim Meinert, Ernst Adler u. Renate Brandes; a. d. Russischen von Aljonna Möckel; a. d. Bengalischen von Lutz Baganz, a. d. Tamil von Vridhagiri Ganeshan                                                                       |
| 1978       | 121 | Mein Puschkin. Puschkin und Pugatschow Zwei Essays | Marina Zwetajewa | a. d. Russischen von Hilde Angarowa und Elke Erb |
| 1978       | 122 | Winter im Blut Erzählung | James Welch | a. d. Amerikanischen von Roswith von Freydorf |
| 1978       | 123 | Der Polyp Satiren, Grotesken | Antje Leetz (Hrsg.) | a. d. Russischen von Erich Ahrndt u. a. |
| 1979       | 124 | Ich habe getötet Kurzprosa | Michail Bulgakow | a. d. Russischen von Thomas Reschke hrsg. und mit einem Nachwort von Ralf Schröder |
| 1979       | 125 | Die Traumbrücke Erzählungen | Jun’ichirō Tanizaki | a. d. Amerikanischen von Reinhild Böhnke und a. d. Japanischen von Walter Donat |
| 1979       | 126 | Ein Hundertdollar Mißverständnis Roman | Robert Gover | a. d. Amerikanischen von Hans Wollschläger |
| 1979       | 127 | Die Abenteuer des Fjodor Kuskin Erzählung | Boris Moshajew | a. d. Russischen von Aljonna Möckel |
| 1979       | 128 | Die Prinzessin vom alten Mond Erzählung | Marina Jarre | a. d. Italienischen von Joachim Meinert |
| 1979       | 129 | Die größere Hoffnung Roman | Ilse Aichinger | |
| 1979       | 130 | Hafen der Sehnsucht Erzählungen | Marek Hłasko | a. d. Polnischen von Hubert Schumann |
| 1979       | 131 | Bericht über Sámur Roman | Per Olof Sundman | a. d. Schwedischen von Walter Baumgartner |
| 1979       | 132 | Der dritte Trauzeuge Erzählungen | Nirmal Varma ausgewählt von Gertraude Neufert | a. d. Hindi von Helmut Nespital |
| 1979       | 133 | Das Urteil Lyrische Reportage | Wladimir Solouchin | a. d. Russischen von Thomas Reschke |
| 1979       | 134 | Der Ausflug Roman | Beryl Bainbridge | a. d. Englischen von Peter Kleinhempel |
| 1979       | 135 | Der Tag am Strand Erzählung | Heere Heeresma | a. d. Niederländischen von Jürgen Hillner |
| 1980       | 136 | Die dunkle Lady Novellen | Juri Dombrowski | a. d. Russischen von Rosemarie Painado |
| 1980       | 137 | Herbstsonate / Von Angesicht zu Angesicht Filmszenarien | Ingmar Bergman | a. d. Schwedischen von Heiner Gimmler und Hans-Joachim Maass |
| 1980       | 138 | Der Atem Erzählung | Thomas Bernhard | |
| 1980       | 139 | Satan in Goraj Roman | Isaac Bashevis Singer | a. d. Amerikanischen von Ulla Hengst |
| 1980       | 140 | Rembrandts Hut Kurzgeschichten | Bernard Malamud | a. d. Amerikanischen von Annemarie Böll |
| 1980       | 141 | Milliarden Jahre vor dem Weltuntergang Phantastische Erzählung | Arkadi und Boris Strugazki | a. d. Russischen von Welta Ehlert |
| 1980       | 142 | Der Tod eines Bienenzüchters Roman | Lars Gustafsson | a. d. Schwedischen von Verena Reichel |
| 1980       | 143 | Aden Pamphlet | Paul Nizan | a. d. Französischen von Traugott König |
| 1980       | 144 | Rosenausstellung Zwei Romane | István Örkény | a. d. Ungarischen von Vera Ties und Paul Kárpáti |
| 1980       | 145 | Die Abrechnung Novelle | Wladimir Tendrjakow | a. d. Russischen von Erich Ahrndt |
| 1980       | 146 | Klail City und Umgebung Roman | Rolando Hinojosa | a. d. Spanischen und mit Nachwort von Yolanda Julia Broyles |
| 1980       | 147 | Sechs Fuß Erde Kurzgeschichten | Nadine Gordimer | a. d. Englischen von Peter Kleinhempel |
| 1981       | 148 | Der Kinderfresser Roman | Jacques Chessex | a. d. Französischen von Marcel Schwander |
| 1981       | 149 | Der Stammgast Schelmengeschichte | Timur Pulatow | a. d. Russischen von Leonore Weist |
| 1981       | 150 | Die Spezialität des Hauses Kurzgeschichten | Stanley Ellin | a. d. Amerikanischen von Arno Schmidt, Kristin Wallstroem u. a. |
| 1981       | 151 | Der kurze Brief zum langen Abschied / Die linkshändige Frau Zwei Erzählungen | Peter Handke | |
| 1981       | 152 | Sie bleiben ewig neunzehn Novelle | Grigori Baklanow | a. d. Russischen von Günter Löffler |
| 1981       | 153 | Am Meer | Peter Seeberg | a. d. Dänischen von Ruth Stöbling |
| 1981       | 154 | Wie du dir, so ich mir Satiren, Grotesken | Woody Allen | a. d. Amerikanischen von Benjamin Schwarz |
| 1981       | 155 | Die Abenteuer des Telemach Erzählung | Aragon | a. d. Französischen von Lydia Babilas |
| 1981       | 156 | Das verhaßte Alter Erzählungen | | a. d. Englischen von Ingrid Rönsch, Monique Humbert und Liane Wagner |
| 1981       | 157 | Noch ein Wunsch | Adolf Muschg | |
| 1981       | 158 | Die Notbremse Roman | Antonis Samarakis | a. d. Neugriechischen von Thomas Nicolaou |
| 1981       | 159 | Die graue Maus Novelle | Wil Lipatow | a. d. Russischen von Günter Jäniche |
| 1982       | 160 | Die Tennisspieler Erzählung | Lars Gustafsson | a. d. Schwedischen von Verena Reichel |
| 1982       | 161 | Die Pforten des Paradieses | Jerzy Andrzejewski | a. d. Polnischen von Henryk Bereska |
| 1982       | 162 | Meine Schwester Antigone Roman | Grete Weil | |
| 1982       | 163 | Kinder der Nacht Roman | Jean Cocteau | a. dem Französischen von Friedhelm Kemp |
| 1982       | 164 | Erinnerung an eine Liebe Novelle | Michail Rostschin | a. dem Russischen von Renate Landa |
| 1982       | 165 | Dr. Fischer aus Genf oder Die Bomben-Party Roman | Graham Greene | a. d. Englischen von Peter Michael und Hans W. Polak |
| 1982       | 166 | Tretet ein, die ihr leidet! Novelle | Anatoli Tkatschenko | a. d. Russischen von Charlotte Kossuth |
| 1982       | 167 | Der Ghost Writer Erzählung | Philip Roth | |
| 1982       | 168 | Vergessen und Erinnern Roman | Walter Vogt | |
| 1982       | 169 | Der Mann mit der Hundenase Novellen | Regīna Ezera | a. d. von Lettischen von Welta Ehlert |
| 1982       | 170 | Der Schlaraffenbaum Roman | René Depestre | a. d. Französischen von Eva Schewe |
| 1982       | 171 | Trauer und Melancholie Essays | Sigmund Freud | |
| 1983       | 172 | Blaubart Erzählung | Max Frisch | |
| 1983       | 173 | ... und die beste Ehefrau von allen Ein satirisches Geständnis | Ephraim Kishon | |
| 1983       | 174 | Der Geringste unter den Brüdern Novelle | Grigori Baklanow | a. d. Russischen von Waltraud Ahrndt |
| 1983       | 175 | Die Grüne Gans Pseudostücke | Konstanty Ildefons Gałczyński | |
| 1983       | 176 | Stilübungen | Raymond Queneau | a. d. Französischen von Ludwig Harig und Eugen Helmlé |
| 1983       | 177 | Der Männerclub Erzählung | Leonard Michaels | a. d. Amerikanischen von Christa Cooper |
| 1983       | 178 | Schatten – Tagebuch Einer Krankheit Tagebuch | Walter Matthias Diggelmann | |
| 1983       | 179 | Ardabiola Phantastische Novelle | Jewgeni Jewtuschenko | a. d. Russischen von Thomas Reschke |
| 1983       | 180 | Ein Mord zur rechten Zeit Kriminalerzählungen | Hansjörg Martin, -ky, Irene Rodrian, Friedhelm Werremeier | |
| 1983       | 181 | Der entfesselte Zuckerman | Philip Roth | a. d. Amerikanischen von Gertrud Baruch |
| 1983       | 182 | Zugluft Kurzprosa | Arvo Valton | a. d. Estnischen und Ungarischen von Alexander Baer und Hans Skirecki |
| 1983       | 183 | Teorema oder Die nackten Füße Roman | Pier Paolo Pasolini | a. d. Italienischen von Heinz Riedt |
| 1984       | 184 | Die Kollektion des Doktor Emile Phantastische Erzählungen | Nina Katerli | a. d. Russischen von Renate Landa |
| 1984       | 185 | Schweizer Geschichten Erzählung | Urs Widmer | |
| 1984       | 186 | Die Zofen / Der Balkon Stücke | Jean Genet | a. d. Französischen von Gerhard Hock und Georg Schulte-Frohlinde Nachdichtung und Nachbemerkung von Norbert Krenzlin |
| 1984       | 187 | Julys Leute Roman | Nadine Gordimer | a. d. Englischen von Margaret Carroux |
| 1984       | 188 | Der Schaum der Tage Roman | Boris Vian | a. d. Französischen von Antje Pehnt neu durchgesehen von Klaus Völker |
| 1984       | 189 | Roman ohne Lüge Erinnerungen | Anatoli Marienhof | |
| 1984       | 190 | Das Testament des Odysseus. Herr Meister Erzählungen | Walter Jens | |
| 1984       | 191 | Angesichts der Wälder Erzählungen | Abraham B. Jehoschua | a. d. Hebräischen von Jakob Hessing |
| 1984       | 192 | Katz und Maus Novelle | Günter Grass | |
| 1984       | 193 | Sechs Aufgaben für Don Isidro Parodi Kriminalerzählungen | Jorge Luis Borges, Adolfo Bioy Casares | a. d. Spanischen von Liselott Reger |
| 1984       | 194 | Unter uns Hunden gesagt Erzählung | Jüri Tuulik | a. d. Russischen von Ruprecht Willnow |
| 1984       | 195 | Kein schöner Land ... Erzählung | John Cheever | a. d. Amerikanischen von Reinhild Böhnke |
| 1985       | 196 | Das Waisenhaus Roman | Hubert Fichte | |
| 1985       | 197 | Leb und liebe Erzählungen | Valentin Rasputin | a. d. Russischen von Erich Ahrndt |
| 1985       | 198 | Provokation Essay | Stanisław Lem | a. d. Polnischen von Henryk Bereska |
| 1985       | 199 | Melodram für eine Heldin aus Plast Kurzgeschichten | John Bryson | a. d. Englischen von Rainer Rönsch |
| 1985       | 200 | Was für seltsame Dinge Roman | Jannis Ritsos | a. d. Neugriechischen von Thomas Nicolaou |
| 1985       | 201 | Die Trennung der Rassen | Charles Ferdinand Ramuz | a. d. Französischen von Hanno Helbling |
| 1985       | 202 | Requiem für einen spanischen Landmann Erzählung | Ramón J. Sender | a. d. Spanischen von Walter Boehlich |
|            | 203 | Erinnerungen an Bulgakow Literarisches Porträt | Sergej Jermolinski | a. d. Russischen von Thomas Reschke |
| 1985       | 204 | Das Hausboot am Nil | Nagib Machfus | a. d. Arabischen von Nagi Naguib |
| 1985       | 205 | Die wunderbare Geschichte des Himmel-Wolken-Berges | Lu Yanzhou | a. d. Chinesischen von Eike Zschacke |
| 1985       | 206 | Die Versteigerung von No. 49 Roman | Thomas Pynchon | a. d. Amerikanischen von Wulf Teichmann, mit einem Nachwort von Eva Manske |
| 1985       | 207 | Die Nixen in Estland Ein Bestimmungsbuch | Enn Vetemaa | |
| 1986       | 208 | Kuschelmuschel Vier erotische Überraschungen | Roald Dahl | a. d. Englischen von Jürgen Abel, Werner Gronwald, Gisela Stege |
| 1986       | 209 | Die Spur ist sichtbar noch Novelle | Daniil Granin | a. d. Russischen von Charlotte Kossuth |
| 1986       | 210 | Epitaph eines königlichen Feinschmeckers Roman | Veljko Barbieri | a. d. Serbokroatischen von Barbara Antkowiak |
| 1986       | 211 | Das Schiff der Träume / Die Stadt der Frauen Filmszenarien | Federico Fellini | a. d. Italienischen von Renate Heimbucher-Bengs und Beatrice Schlag |
| 1986       | 212 | Das Staubkorn und andere Liebesgeschichten Erzählungen | Versch. | ausgewählt und übersetzt von Barbara Antkowiak u. a. |
| 1986       | 213 | Die karminrote Schildlaus Roman | Ruben Howsepjan | a. d. Russischen von Ingeborg Schröder |
| 1986       | 214 | Charles Bovary, Landarzt Romanessay | Jean Améry | |
| 1986       | 215 | Der Marquis schreibt einen unerhörten Brief | Javier Tomeo | a. d. Spanischen von Elke Wehr |
| 1986       | 216 | Jossyps Himmelsfahrt Satire | Wolodymyr Drosd | |
| 1986       | 217 | Mitteilungen an Max über den Stand der Dinge und anderes Essay | Wolfgang Hildesheimer | |
| 1986       | 218 | Forellenfischen in Amerika Roman | Richard Brautigan | a. d. Amerikanischen von Celine u. Heiner Bastian |
| 1986       | 219 | Reise durch die Nacht Erzählung | Friederike Mayröcker | |
| 1987       | 220 | Herr Palomar Roman | Italo Calvino | a. d. Italienischen von Burkhart Kroeber |
| 1987       | 221 | Der Ausreisser Erzählungen | Wladimir Makanin | |
| 1987       | 222 | Randerscheinungen Kurzgeschichten | Donald Barthelme Auswahl Klaus Schultz | a. d. Amerikanischen von Marianne Frisch und Übersetzergruppe am Englischen Institut der Universität München |
| 1987       | 223 | Das Öffnen und Schließen des Mundes Frankfurter Poetik-Vorlesung | Ernst Jandl | |
| 1987       | 224 | Ästhetik in der Straßenbahn Essays | José Ortega y Gasset | a. d. Spanischen von Karl August Horst, Ulrich Kunzmann, Ulrich Weber, Helene Weyl |
| 1987       | 225 | Der Garten mit den Amseln Erzählung | Dimiter Korudshiew | a. d. Bulgarischen von Barbara Antkowiak |
| 1987       | 226 | Justiz Roman | Friedrich Dürrenmatt | |
| 1987       | 227 | Was Sie schon immer über Sex wissen wollten, aber nie zu fragen wagten Drehbuch | Woody Allen | a. d. Amerikanischen von Walle Bengs |
| 1987       | 228 | Der Brand Erzählung | Valentin Rasputin | a. d. Russischen von Erich Ahrndt |
| 1987       | 229 | Die Schleierkarawane Erzählungen | Ismail Kadare | a. d. Albanischen von Oda Buchholz und Winfried Fiedler |
| 1987       | 230 | Fuku! Poem | Jewgeni Jewtuschenko | a. d. Russischen übersetzt und nachgedichtet von Aljona und Klaus Möckel |
| 1987       | 231 | Fitzcarraldo / Wo die grünen Ameisen träumen Filmerzählungen | Werner Herzog | |
| 1988       | 232 | Der alte Gringo Roman | Carlos Fuentes | a. d. Spanischen von Maria Bamberg |
| 1988       | 233 | Karussell Roman | Eustachy Rylski | a. d. Polnischen von Kurt Kelm |
| 1988       | 234 | Die reinen Wasser von Kitesh Groteske | Wladimir Tendrjakow | a. d. Russischen von Thomas Reschke |
| 1988       | 235 | Stimmen vom Mond | Andre Dubus | a. d. Russischen von Benjamin Schwarz |
| 1988       | 236 | Der Wortgebrauch Essayistische Prosa | Sarrault Nathalie | a. d. Französischen von Elmar Tophoven |
| 1988       | 237 | Hundeherz Groteske | Michail Bulgakow | a. d. Russischen von Thomas Reschke |
| 1988       | 238 | Kopie eines Alptraums Erzählungen | Ana Blandiana | a. d. Rumänischen von Veronika Riedel |
| 1988       | 239 | Der Menschenfreund Komödie | Hans Magnus Enzensberger | |
| 1988       | 240 | Denn der siebte Sinn ist der Schlaf Kurzroman | Wilma Stockenström | a. d. Englischen von Renate Stendhal |
| 1990       | 241 | In den Niederländischen Bergen | Cees Nooteboom | a. d. Niederländischen von Rosemarie Still |
| 1988       | 242 | Hirngespinste Roman | J. Bernlef | übersetzt von Maria Csollány |
| 1988       | 243 | Künstler und Modelle Erotische Erzählungen | Anaïs Nin | a. d. Amerikanischen von Eva Bornemann |
| 1989       | 244 | Auroras Anlaß Erzählung | Erich Hackl | |
| 1989       | 245 | Blaue Augen schwarzes Haar Erzählung | Marguerite Duras | a. d. Französischen von Maria Dessauer |
| 1990       | 246 | Steh auf und geh Novelle | Juri Nagibin | a. d. Russischen von Charlotte Kossuth |
| 1989       | 247 | Die sieben Einfälle der Thamar Dor Kriminalerzählungen | M. Y. Ben-gavriel | a. d. Amerikanischen von Elisabeth Schnack |
| 1989       | 248 | Wie man Amerika gleichzeitig liebt und verlässt Kurzgeschichten | John Updike | a. d. Amerikanischen von Uwe Friesel |
| 1989       | 249 | Ach! Kurzroman | Feng Jicai | a. d. Chinesischen von Dorothea Wippermann |
| 1989       | 250 | Das Verschwinden | Juri Trifonow | a. d. Russischen von Eckhard Thiele Nachwort von Ralf Schröder |
| 1989       | 251 | Warum Peking? / Wieso ich? Zwei Erzählungen | Michael Krüger | |
| 1989       | 252 | Der weise Regenbaum / Der Sündenbock Kurzprosa | Kenzaburō Ōe | a. d. Japanischen von Buki Kim |
| 1989       | 253 | Rendezvous mit einem Vogel Erzählungen | Tatjana Tolstaja | a. d. Russischen von Ilse Tschörtner |
|            | 254 | Wer hat Palomino Molero umgebracht? Roman | Mario Vargas Llosa | a. d. Spanischen von Elke Wehr |
| 1989       | 255 | Liebe Schmerz und das ganze verdammte Zeug Geschichten | Doris Dörrie | |
| 1990       | 256 | Caligula / Das Mißverständnis / Die Gerechten Stücke | Albert Camus | a. d. Französischen von Guido G. Meister |
| 1990       | 257 | Der Zauberer Erzählung | Vladimir Nabokov | a. d. Russischen von Dieter E. Zimmer |
| 1990       | 258 | Der Einfall Roman | Kazimierz Brandys | a. d. Polnischen von Henryk Bereska |
| 1990       | 259 | Schocktherapie Kolyma-Geschichten | Warlam Schalamow | a. d. Russischen von Thomas Reschke |
| 1990       | 260 | Zieh den Stecker raus, das Wasser kocht Fernsehspiel | Ephraim Kishon | Übersetzung von Helmut Castagne |
| 1990       | 261 | Farm der Tiere Erzählung | George Orwell | a. d. Amerikanischen von Michael Walter |
| 1991       | 262 | Tagebuch eines alten Narren Roman | Jun’ichirō Tanizaki | a. d. Japanischen von Oscar Benl |
| 1990       | 263 | Wovon wir reden, wenn wir von Liebe reden | Raymond Carver | a. d. Amerikanischen von Helmut Frielinghaus |
| 1990       | 264 | Schattentaucher Prosa 61 Beschreibungen aus dem Leben des Ferdinand Alt | André Heller | |
| 1991       | 265 | Winter in Afghanistan Erzählungen | Oleg Jermakov | a. d. Russischen von Ganna-Maria Braungardt und Renate Landa |
| 1991       | 266 | Die Akte Hrabak Roman | Erih Koš | a. d. Serbokroatischen von Edith Netzband |
| 1991       | 267 | Der Turm am Ende der Welt Roman | William Heinesen | a. d. Dänischen von Alfred Otto Schwede |
| 1991       | 268 | Stiller Friedhof Erzählung | Sergej Kaledin | a. d. Russischen von Ganna-Maria Braungardt |
| 1991       | 269 | Passatwinde Erzählung | Michel Rio | a. d. Englischen von Ingrid Nörenberg |
| 1991       | 270 | Der Jagdteppich Roman | Gábor Görgey | a. d. Ungarischen von Peter Scharfe |
| 1992       | 271 | Schneeballstrauch im Herbst Novelle | Wassili Schukschin | a. d. Russischen von Ruprecht Willnow |
| 1992       | 272 | Skandal im Städtchen Erzählung | Marek Nowakowski | a. d. Polnischen von Charlotte Eckert |
| 1992       | 273 | Lob des öffentlichen Nahverkehrs 11 nicht ganz sittsame Geschichten aus Spanien | Monika Walter (Hrsg.) Mercedes Abad, Rafael Alberti, Felix de Azua, Jospe Maria Fonalleras, Quim Monzó, Enrique Murillo, Sergie Pamies, Alvaro Pombo, Javier Tomeo, Manuel Vázquez Montalbán        | |
| 1992       | 274 | Nein, ich will nicht ans Meer | Francoise Xenakis | a. d. Französischen von Hannelore Jubisch |
| 1992       | 275 | Jesus verläßt Moskau Ein verbrannter Roman | Jakov E. Golosovker | a. d. Russischen und Nachwort von Lola Debüser |
| 1992       | 276 | Von Abel bis Zwilling Ein Lexikon des Lebens | Michel Tournier | Dt. von Joachim Meinert und Hellmut Waller |
| 1992       | 277 | Ein Altar für die Mutter | Ferdinando Camon | |
| 1993       | 278 | Die Kneipe Zur Schwarzen Katze Erzählungen | Nagib Machfus | a. d. Arabischen von Susanne Enderwitz u. a. |
| 1993       | 279 | Der Eisarchitekt | Marc Petit | |